# Hundleton
Hundleton est un village et une communauté du Pembrokeshire, au pays de Galles.

## Toponymie
Hundleton est un nom d'origine anglaise qui désigne une ferme (tūn en vieil anglais) où sont gardés des chiens (hund). Il est attesté pour la première fois en 1475 sous la forme Hundenton.

## Géographie
Hundleton est situé dans le sud-ouest du Pembrokeshire, sur la rive méridionale de l'estuaire de Milford Haven, à 3 km à l'ouest de la ville de Pembroke. Le chef-lieu du comté, Haverfordwest, se trouve à une vingtaine de kilomètres au nord.
La communauté de Hundleton comprend aussi le village de Maiden Wells (en).

## Histoire
La paroisse civile de Hundleton est créée le 31 décembre 1894 par scission de celle de Monkton (en).

## Politique
Pour les élections locales, Hundleton forme un ward (district électoral) avec les communautés voisines de Stackpole and Castlemartin et Angle qui élit un des 60 membres du conseil de comté du Pembrokeshire (en). Lors des élections locales de 2022, ce siège est remporté par l'indépendant Steve Alderman.
Pour les élections à la Chambre des communes, Hundleton appartient à la circonscription de Mid and South Pembrokeshire depuis les élections générales de 2024.
Pour les élections au Parlement gallois, Hundleton est rattachée à la circonscription de Carmarthen West and South Pembrokeshire.

## Démographie
Au recensement de 2011, la communauté de Hundleton comptait 908 habitants.
| 1901  | 1911 | 1921 | 1931 | 1951 | 1961 | 1971 |
| ----- | ---- | ---- | ---- | ---- | ---- | ---- |
| 1 213 | 584  | 611  | 506  | 470  | 478  | 541  |

| 1981 | 1991 | 2001 | 2011 | - | - | - |
| ---- | ---- | ---- | ---- | - | - | - |
| ?    | ?    | ?    | 908  | - | - | - |

## Culture locale et patrimoine

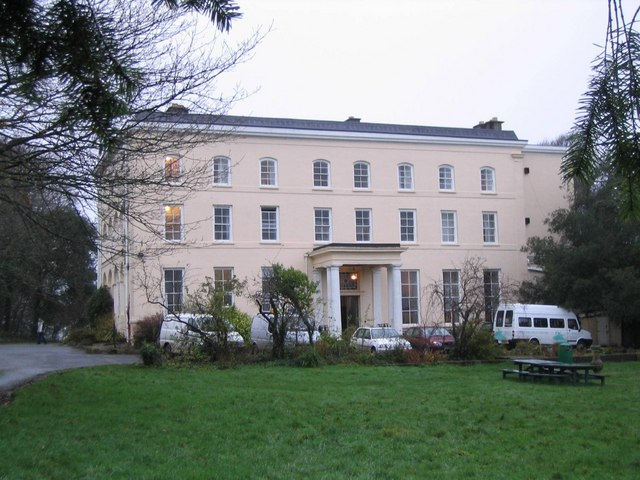
Orielton en 2005.

La communauté de Hundleton comprend 30 monuments classés, dont trois de grade II*, accordé aux « édifices particulièrement importants ou d'un intérêt spécial ». Il s'agit du manoir d'Orielton (en), d'une tour et d'un colombier attenants.
Orielton est construit en 1656 par Hugh Owen (en), premier baronnet Owen (en), et reconstruit en 1734 par son petit-fils Arthur (en). Le manoir passe à une branche cadette de la famille Owen en 1810 et son nouveau propriétaire, John Owen, le fait immédiatement reconstruire, mais des problèmes d'argent le contraignent à le revendre en 1856.
Le naturaliste Ronald Lockley (en) réside à Orielton de 1953 à 1962 et y étudie le comportement des lapins. Le domaine est racheté en 1963 par une association caritative, le Field Studies Council (en), qui le met en vente en 2022.